# Multivibrateur
 (décembre 2015).
Si vous disposez d'ouvrages ou d'articles de référence ou si vous connaissez des sites web de qualité traitant du thème abordé ici, merci de compléter l'article en donnant les références utiles à sa vérifiabilité et en les liant à la section « Notes et références ».
Un multivibrateur est un oscillateur électronique dont un seul type d'élément stocke les charges qui circulent dans le circuit.

## Types de multivibrateurs

### Le multivibrateur astable

Exemple de schéma de multivibrateur astable

Le multivibrateur astable oscille en permanence entre deux états.
Ci-contre un exemple de schéma de multivibrateur astable. Les sorties sont situées au niveau du collecteur de Q1 et de Q2. Si l'on néglige les temps de montée, le signal de sortie produit par le multivibrateur est un signal carré.
Les sorties sont inversées l'une par rapport à l'autre. La durée de l'état 1 (sortie à l'état bas) est relié à la constante R2C1 correspondant à la charge de C1, et la durée de l'état 2 (sortie à l'état haut) sera reliée à R3C2 correspondant à la charge de C2. Vu qu'ici les charges des condensateurs sont indépendantes, il est aisé d'obtenir un rapport cyclique différent.
La tension aux bornes d'un condensateur avec une charge initiale non nulle est donnée par :
{\displaystyle V_{\text{cap}}(t)=\left((V_{\text{capinit}}-V_{\text{charge}})\times e^{-t/(RC)}\right)+V_{\text{charge}}}
En regardant C2, juste avant que Q2 commute, la borne gauche de C2 est au potentiel base-émetteur de Q1 (VBE_Q1) et sa borne droite est à VCC ("VCC" est utilisé ici à la place de "+V" pour faciliter la lecture). La tension aux bornes de C2 est VCC moins VBE_Q1 . Juste après la commutation de Q2, la borne droite de C2 est maintenant à 0 V ce qui conduit l'autre borne de C2 à 0 V moins (VCC - VBE_Q1) ou VBE_Q1 - VCC. À cet instant, la borne gauche de C2 doit se charger de nouveau jusqu'à VBE_Q1. C'est le temps de cette charge qui va fixer la moitié de la période du multivibrateur (l'autre provenant de C1, est suivant le même raisonnement). Dans l'équation de charge d'un condensateur présentée au-dessus, en remplaçant les variables :
{\displaystyle V_{\text{cap}}(t)} par VBE_Q1,
{\displaystyle V_{\text{capinit}}} par (VBE_Q1 - VCC) et
{\displaystyle V_{\text{charge}}} par VCC
on obtient :
{\displaystyle V_{{\text{BE}}\_{\text{Q1}}}=\left(((V_{{\text{BE}}\_{\text{Q1}}}-V_{\text{CC}})-V_{\text{CC}})\times e^{-t/(RC)}\right)+V_{\text{CC}}}.
Ce qui nous donne une équation pour t :
{\displaystyle t=-RC\times \ln \left({\frac {V_{{\text{BE}}\_{\text{Q1}}}-V_{\text{CC}}}{V_{{\text{BE}}\_{\text{Q1}}}-2V_{\text{CC}}}}\right)}
Pour que ce circuit fonctionne, VCC>>VBE_Q1 (par exemple: VCC=5 V, VBE_Q1=0,6 V), on peut alors simplifier l'équation précédente :
{\displaystyle t=-RC\times \ln \left({\frac {-V_{\text{CC}}}{-2V_{\text{CC}}}}\right)}
ou
{\displaystyle t=-RC\times \ln \left({\frac {1}{2}}\right)}
ou
{\displaystyle t=RC\times \ln(2)} 
soit approximativement
 {\displaystyle t=RC\times 0,7}
La période de chaque «moitié» du multivibrateur est alors donnée par :
t = ln(2) * RC.
Une des plus célèbres réalisations de multivibrateur astable en technologie TTL est le circuit intégré NE555 (1970).

### Le multivibrateur monostable

Exemple de schéma de multivibrateur monostable

Un multivibrateur monostable peut avoir en sortie deux états : haut ou bas.
Une courte impulsion négative sur son entrée active la sortie à l'état haut, qui va revenir à son état initial après une période de temps déterminée par le temps de charge du condensateur. Si, toutefois, l'impulsion négative est maintenue, la sortie ne pourra pas revenir à son état initial. Elle y retournera une fois l'impulsion négative arrêtée.

### Le multivibrateur bistable

Exemple de schéma de multivibrateur bistable (R1, R2 = 1 kΩ, R3, R4 = 10 kΩ).

Un multivibrateur bistable est un type de circuit dont la sortie change d'état lors de la modification de l'état d'une de ses entrées et qui garde cette position jusqu'à ce qu'un nouveau signal vienne rétablir la sortie à son niveau d'origine.
Ce type de circuit possède deux entrées et une ou deux sorties. Les entrées sont nommées Set et Reset. L'activation de Set modifie l'état de la sortie, alors que l'activation de Reset la renvoie à son état d'origine.
Tous les multivibrateurs possèdent un état interdit, c’est-à-dire un état dans lequel le multivibrateur ne doit pas être. Cet état est créé lorsque l'entrée Set et l'entrée Reset sont actionnées en même temps.